# Cantone di Le Tricastin
Il Cantone di Le Tricastin è una divisione amministrativa dell'arrondissement di Nyons.
È stato costituito a seguito della riforma approvata con decreto del 20 febbraio 2014, che ha avuto attuazione dopo le elezioni dipartimentali del 2015.

## Composizione
Comprende gli 8 comuni di:
- Clansayes
- La Garde-Adhémar
- Pierrelatte
- Rochegude
- Saint-Paul-Trois-Châteaux
- Saint-Restitut
- Solérieux
- Suze-la-Rousse